# کلارینت باس
کلارینت باس (به انگلیسی: bass clarinet) نام سازی بادی در موسیقی است که دارای قمیش (زبانه) ساده، صدای بم و لولهٔ صاف است. این ساز در ارکستر سمفونیک به عنوان ساز بم‌خوان کاربرد وسیعی دارد.

## ویژگی
برخی ویژگی‌های این ساز عبارتند از:
- جز سازهای بادی چوبی تک زبانه می‌باشد.
- جز سازهای انتقالی می‌باشد.
- یک اکتاو بم تر از کلارینت صدا می‌دهد.
- نت این ساز با کلید سل می‌نویسند.

برخی از کلارینت باس‌های رایج:
- کلارینت باس سی بمل: یک نهم بزرگ بم تر از نت نوشته شده صدا می‌دهد.
- کلارینت باس لا: یک دهم کوچک‌تر بم تر از نت نوشته شده صدا می‌دهد.

## تاریخچه
کلارینت باس در نیمهٔ دوم قرن هجدهم میلادی اختراع شد و در ارکسترها مورد استفاده قرار می‌گرفت. پس از به کار رفتن در گروه‌های موسیقی به صورت عضو جانشین سازهای بم دیگر در دهه ۱۹۲۰ و به‌کارگیری به عنوان ساز سولو در گروه‌های موسیقی در دهه ۱۹۵۰، امروزه کاربردی برجسته‌تر از پیش دارد.

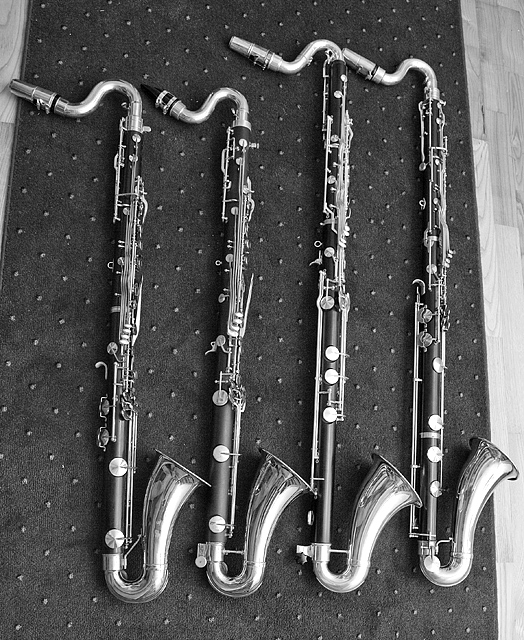
چهار کلارینت باس مدرن